# Giuseppe Oristanio
Giuseppe Oristanio (San Paolo, 15 ottobre 1958) è un attore brasiliano.

## Biografia
Giuseppe Oristanio appartiene a una famiglia di origini italiane (Felitto). Nel 1970 ha debuttato nel mondo dello spettacolo lavorando in una compagnia teatrale di attori amatoriali. Nel 1978 ha preso parte alla sua prima telenovela, Como Salvar Meu Casamento, ovvero "Come salvare il mio matrimonio"; ironia della sorte, l'emittente che programmava la serie, Rede Tupì, non poté essere salvata dal fallimento che stava incombendo su di essa e cessò di esistere, lasciando inediti gli ultimi episodi. Ciò nonostante Giuseppe Oristanio ha in seguito svolto una lunga carriera di attore in tv, collezionando ruoli su ruoli, spesso anche rilevanti, sia in telenovele che in miniserie, tanto che ad oggi è uno dei pochissimi attori brasiliani ad avere lavorato per tutti i principali circuiti televisivi del Paese: tutto questo senza dimenticare il teatro.
L'attore si è fatto conoscere in Italia grazie alle parti sostenute in diverse telenovelas come Tormento d'amore, Adolescenza inquieta, Nido di serpenti, Pantanal; ma soprattutto grazie a una pellicola di Giovanni Veronesi, Il barbiere di Rio, dove ha ricoperto il ruolo del nipote malavitoso del protagonista, interpretato da Diego Abatantuono (memorabili le ipocrite parole che gli rivolge a più riprese, "Zio belo!"), recitando con la propria voce in italiano.

## Vita privata
Giuseppe Oristanio è sposato e ha quattro figli, tra cui Julia, anche lei attrice.

## Filmografia

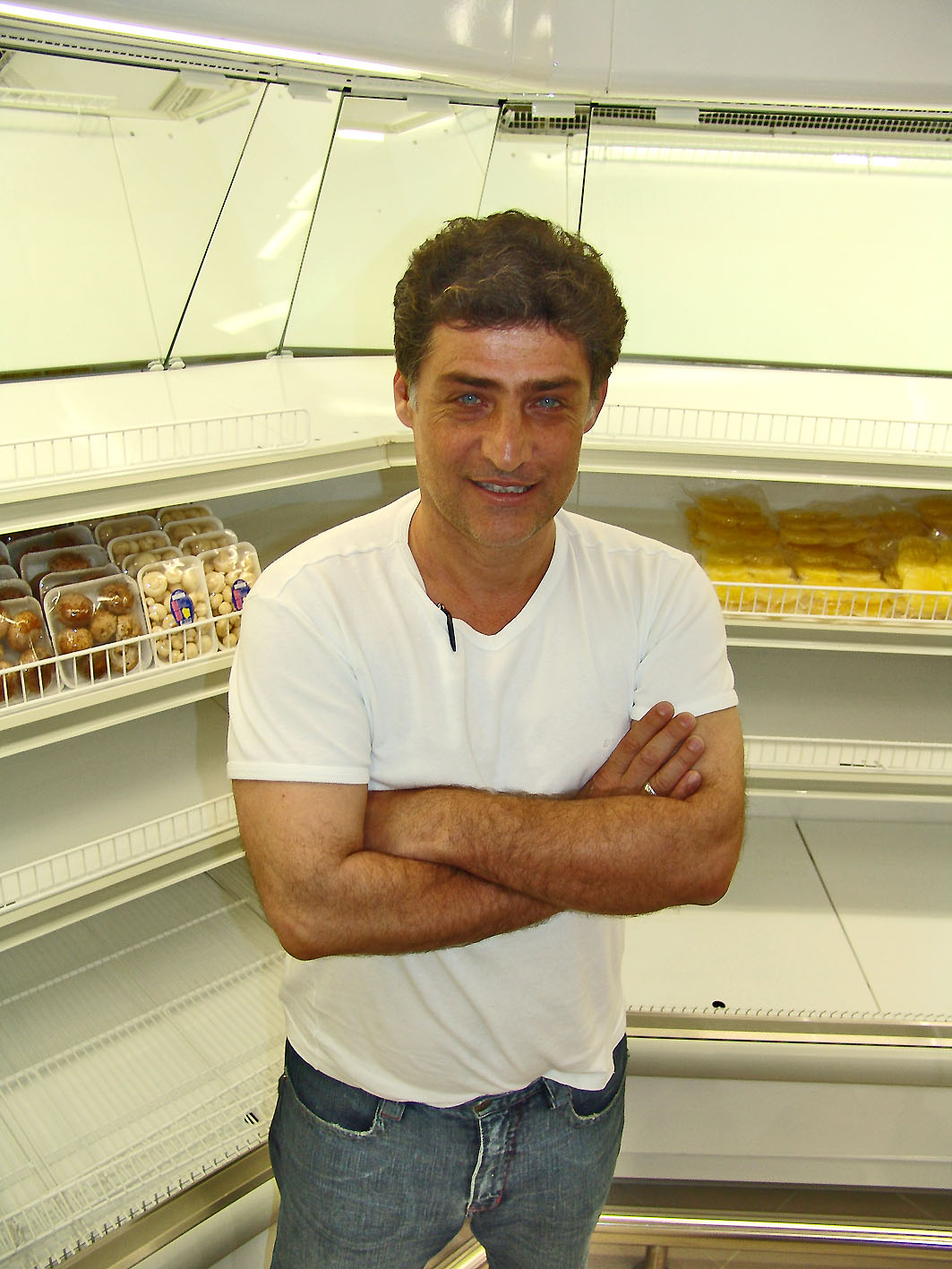
Giuseppe Oristanio poco prima del 2000

### Cinema
- Il barbiere di Rio (1996)
- Beleza Pura (2000)
- Os Monarcas: A Lenda (2012)
- Os Dez Mandamentos (2016)

### Televisione
- Como Salvar Meu Casamento (1979)
- Tormento d'amore - La vera storia del conte Dracula (Un homem muito especial) (1980)
- Adolescenza inquieta (Os Adolescentes) (1981)
- Gli emigranti (Os Imigrantes) (1981)
- Nido di serpenti (Ninho da serpente); altro titolo: Parenti terribili (1982)
- Sabor de Mel (1983)
- Jogo do Amor (1985)
- Vida Nova (1988)
- Kananga do Japão (1989)
- Fronteiras do Desconhecido (1990)
- Pantanal (1990)
- A História de Ana Raio e Zé Trovão (1991)
- Fera Ferida (1993)
- Irmãos Coragem (1995)
- Colégio Brasil (1996)
- Dona Anja (1996)
- A História de Ester (1998)
- Serras Azuis (1998)
- Tiro e Queda (1999)
- Malhação (2000-2002)
- A Diarista (2004)
- Da Cor do Pecado (2004)
- A Lua me Disse (2005)
- Cristal (2006)
- Luz do Sol (2007)
- Chamas da Vida (2008)
- A História de Ester (2010)
- Ribeirão do Tempo (2010)
- Os Dez Mandamentos (2015)